# 니콜라스 크루즈
니콜라스 제이콥 크루즈(영어: Nikolas Jacob Cruz)는 2018년 2월 14일 마저리 스톤먼 더글러스 고등학교 총기 난사 사건을 주도해 17명을 살해하고 17명에게 부상을 입힌 미국의 대량 살인범이다. 2022년, 크루즈는 미국 역사상 한 고등학교에서 발생한 총격 사건 중 가장 치명적인 총격 사건으로 인한 사망과 부상에 연루된 혐의로 가석방없는 종신형을 선고 받았다.
크루즈는 유아기 때부터 행동적인 문제들로 알려져 있었으며, 10대 때는 총격 난사에 대한 집착을 소셜 미디어에 공유하고 인종차별, 동성애 혐오, 반유대주의, 외국인 혐오 등의 관점을 표현했다. 크루즈는 하급 예비군 장교 훈련단의 일원이었다. 크루즈는 총격 사건이 발생하기 전에 합법적으로 다양한 총기를 구입했다.